# San Juan de los Herrera
San Juan de los Herrera är en ort i Mexiko.   Den ligger i kommunen Pinos och delstaten Zacatecas, i den centrala delen av landet, 400 km nordväst om huvudstaden Mexico City. San Juan de los Herrera ligger 2 309 meter över havet och antalet invånare är 323.
Terrängen runt San Juan de los Herrera är platt åt sydväst, men åt nordost är den kuperad. Terrängen runt San Juan de los Herrera sluttar söderut. Runt San Juan de los Herrera är det ganska glesbefolkat, med 21 invånare per kvadratkilometer. Närmaste större samhälle är Pinos, 11,4 km nordväst om San Juan de los Herrera. Omgivningarna runt San Juan de los Herrera är i huvudsak ett öppet busklandskap.